# Тајанствени пламен краљице Лоане
Тајанствени пламен краљице Лоане (итал. La Misteriosa Fiamma della Regina Loana) роман је италијанског писца Умберта Ека оригинално објављен 2004. године. Назив романа позајмљен је од истоимене епизоде италијанског стрипа Тим Тајлор.

## Синопсис
Главни лик романа је Јамбо (пуним именом Ђамбатиста Бодони), 59огодишњи власник антикварнице из Милана који после срчаног удара пати од епизодног губитка памћења. На почетку романа, главни лик може да се сети свега што је икада прочитао, али се не сећа своје породице, своје прошлости па чак ни свога имена. Јамбо одлучује да оде у Солару, дом свога детињства, да би покушао да поново открије своју прошлост и идентитет. Ипак и након вишедневног листања старих новина, пребирања по плочама, књигама, магазинима и стриповима из детињства не успева да поврати сећање, иако је проживљавао причу своје генерације у доби кад су његови преминули родитељи и дед живели. У тренутку када се спрема да напусти потрагу, открива међу књигама свог деде копију оригинала Шекспирове књиге Први Фолио из 1623. године, и то узрокује шок кроз који почињу да му се одмотавају сећања из детињства. Задњи део књиге је литерарно истраживање традиционалног феномена да ли живот једне особе пролази као светлост поред умирућe особе, у тренутку када се Јамбо бори да се присети сећања које му је најважније: лица девојке коју је волео још из студентских дана.
Умберто Еко показао се врсним познаватељем како школства тако и популарне културе (нпр. кроз стрипове о Флешу Гордону), а описао је и своја лична искуства одрастања у Мусолинијевој фашистичкој Италији. Као и друге Екове књиге, роман Тајанствени пламен краљице Лоане пун је хипертекстуалности.